# 1988年ソウルオリンピックのスウェーデン選手団
1988年ソウルオリンピックのスウェーデン選手団（1988ねんソウルオリンピックのスウェーデンせんしゅだん）は、1988年9月17日から10月2日にかけて韓国のソウルで開催された1988年ソウルオリンピックのスウェーデン選手団、およびその競技結果。

## 概要
今大会は銀メダル4個、銅メダル7個の合計11個のメダルを獲得した。

## メダル
| メダル | 選手名                                                                    | 競技   | 種目                       |
| ------ | ------------------------------------------------------------------------- | ------ | -------------------------- |
| 銀     | アンデルス・ホルメルツ                                                    | 競泳   | 男子200m自由形             |
| 銅     | パトリック・ショーベリ                                                    | 陸上   | 男子走高跳                 |
| 銅     | ビェルン・ヨハンソン ヤン・カールソン ミヘル・ラフィス アンドレス・ヤール | 自転車 | 男子チームタイムトライアル |
| 銅     | ステファン・エドベリ                                                      | テニス | 男子シングルス             |
| 銅     | ステファン・エドベリ アンダース・ヤリード                                 | テニス | 男子ダブルス               |